# Fred Ignor
Fred Ignor  (* 28. August 1920; † 21. Oktober 1999 in Berlin) war ein deutscher Hörfunkmoderator, Liedtexter und Drehbuchautor beim Film und Fernsehen.

## Leben und Wirken
Ignor kam kurz nach dem Zweiten Weltkrieg zum amerikanischen Besatzungssender RIAS, wo er, in Nachfolge von Wolfgang Behrendt, vom 14. Juni 1954 bis zum 8. Januar 1968 (mit kurzer Unterbrechung Ende 1956/Anfang 1957, als die Redaktion erfolglos eine Neugestaltung des Formats anstrebte) die Schlagersendung "Schlager der Woche", eine Art Rundfunk-Hitparade, moderierte. Diese am Montagabend präsentierten, knapp einstündigen Sendungen widmeten sich ganz der deutschen Schlagermusik und waren im zunächst noch ungeteilten Berlin sehr beliebte Sendungen für junge Hörer im Westen wie im Osten der Stadt. Nach dem Mauerbau entsendete Ignor in ritualisierter Form Grüße an die Zuhörer im nunmehr abgeschnittenen Ostberlin mit Sätzen wie „liebe Grüße von Ost nach West und von West nach Ost“ um die emotionale Unteilbarkeit der Stadt zu unterstreichen. Ignor blieb noch bis zu seiner Pensionierung 1985 in Diensten des RIAS und moderierte andere Formate wie beispielsweise die Sendereihe "Blende auf. Die klingende Filmillustrierte". 
In den frühen Jahren seiner Rundfunkmoderationstätigkeit begann Ignor auch für den Film zu arbeiten, anfänglich als Liedtexter (etwa für die Kompositionen Heino Gazes), später nur noch als Drehbuchautor. Ab 1959 bis 1974 kooperierte er mit Thomas Engel regelmäßig bei der Erstellung von Film- und später Fernsehdrehbüchern. Mit dem Tod von „Papas Kino“ in den frühen 1960er Jahren wandte sich Fred Ignor nunmehr 1964 ganz dem Fernsehen zu. Neben Einzelproduktionen wie Engels Inszenierungen Frau Luna und Bei Pfeiffers ist Ball schrieb Ignor vor allem Manuskripte für oftmals von Gyula Trebitschs Studio Hamburg hergestellte Unterhaltungsserien wie Hafenkrankenhaus und Reisedienst Schwalbe. Seine letzte Arbeit wurde 1974 Der kleine Doktor, eine Krimiserie mit Peer Schmidt, die erneut Engel inszenierte. Fred Ignor starb 79-jährig im Herbst 1999 in Berlin und wurde auf Föhr beerdigt.

## Filmografie (komplett)
Als (Co-)Drehbuchautor beim Kinofilm, wenn nicht anders angegeben
- 1953: Briefträger Müller (Liedtexte)
- 1953: Wenn der weiße Flieder wieder blüht (Liedtexte)
- 1959: Drillinge an Bord (Liedtexte)
- 1959: Das blaue Meer und Du
- 1960: Schlager-Raketen
- 1960: Gauner-Serenade
- 1960: Das hab’ ich in Paris gelernt
- 1961: Ramona (ungenannt)
- 1961: Unter Ausschluß der Öffentlichkeit (Drehbuchmitarbeit)
- 1961: Davon träumen alle Mädchen
- 1961: Schlager-Revue 1962
- 1962: Das Mädchen und der Staatsanwalt
- 1963: Die Nylonschlinge
- 1964: Frau Luna (Fernsehfilm)
- 1965: Bei Pfeiffers ist Ball (Fernsehfilm)
- 1966: Intercontinental Express (Fernsehserie)
- 1968: Hafenkrankenhaus (Fernsehserie)
- 1969: Reisedienst Schwalbe (Fernsehserie)
- 1966–70: Sie schreiben mit (Fernsehserie)
- 1971: Ich träume von Millionen (Fernsehproduktion)
- 1971: Toni und Veronika (Fernsehserie)
- 1974: Der kleine Doktor (Fernsehserie)